# Шайдербауэр, Армин
Армин Шайдербауэр (нем. Armin Scheiderbauer, в русских источниках Шейдербауер; 13 января 1924, Грёбминг — 26 марта 2005, Зальцбург) — австрийский мемуарист, участник Второй мировой войны.
Сын евангелического священника. В августе 1941 года поступил на офицерские курсы. С лета 1942 по март 1945 года в звании лейтенанта воевал в составе 252-й пехотной дивизии на Восточном фронте, был шесть раз ранен. Принимал участие в оборонительных сражениях на центральном участке Восточного фронта под Ельней, Гжатском и Смоленском, затем на территории Литвы и Польши. В марте 1945 года в сражении за Данциг получил тяжёлое ранение и попал в госпиталь. Вместе с другими ранеными был взят в плен вступившими в город советскими войсками, а в сентябре 1947 года освобождён и отправлен на родину.
По возвращении в Австрию получил юридическое образование, работал юристом, дойдя до высоких должностей в Верховном суде Вены. С 1990 года на пенсии.
Опубликовал книгу воспоминаний «Приключения моей юности: пехотинец в России, 1941—1947» (нем. Das Abenteuer meiner Jugend: als Infanterist in Russland, 1941—1947; Зальцбург, 2001), в которой подробно описал фронтовые будни, катастрофу немецкой группы армий «Центр» в Белоруссии летом 1944 года, а также последующие ожесточённые бои по ходу отступления германских войск. Книга была переведена на английский язык (англ. Adventures in my youth; 2003), а в 2007—2008 годах вышла несколькими изданиями на русском языке (перевод выполнен с английского издания) под названиями «Жизнь и смерть на Восточном фронте» и «Война на Восточном фронте. Железом и кровью».